# Церква Святого Духа (Гумниська)
Церква Святого Духа в Гумниськах — парафія і храм Теребовлянського деканату Тернопільсько-Бучацької єпархії Православної церкви України в селі Гумниськах Тернопільського району Тернопільської области.

## Історія
Мурована церква була побудована в 1867 році замість старішої дерев'яної церкви, яка була побудована в 1767 році.
Під час Першої світової війни будівлі були спалені або пошкоджені, але церква вціліла. Церковні дзвони забрали відступаючі росіяни в червні 1915 року. Люди залишилися, оскільки примусової евакуації не було, але багато хто помер під час наступних епідемій, а кількість загиблих вдалося встановити лише після закінчення війни.
Кількість вірян: 1832 — 500 на парафії, 615 разом; 1844 — 448 та 848, 1854 — ? та 781; 1864 — ? та 824; 1874 — ? та 826; 1884 —	530 та 1.063; 1894 — 740 та 1.565; 1904 — 768 та 1.540; 1914 — 843 та 1.649; 1924 — 743 та 1.515; 1936 — 776 та ?.

## Парохи
- о. Іван Куцирка ([1832]—1846+)[1]
- о. Семен Соллогубович (1846—1847)[1]
- о. Іван Филипович (1847—1851, адміністратор)[1]
- о. Йосиф Федорович (1851—1883+)[1]
- о. Антін Онуферко (1883—1884, адміністратор)[1]
- о. Андрій Тимусь (1884—1927+)[1]
- о. Савин Дурбак (1927—1929)[1]
- о. Семен Гаврилюк (1929—[1944])[1]
- о. Віталій Данилишин — нині[3].